# Batch-Nummer
Batch-Nummer (Stapelnummer) ist ein Begriff aus der Datenverarbeitung. Mit Hilfe der Batchnummer können einzelne Abschnitte einer großen Datei betrachtet werden.
Von großer Bedeutung sind Batchnummern in der Familienforschung (Genealogie) bei der Suche im International Genealogical Index (IGI) der Kirche Jesu Christi der Heiligen der Letzten Tage („Mormonen“). Es ist ein eindeutiger 7-stelliger Code aus max. einem Buchstaben und Ziffern, der von den Mormonen für die Katalogisierung der von ihnen gesammelten genealogischen Quellen benutzt wird.
Der größte Teil der benutzten Quellen sind Kirchenbücher und Personenstandsregister.
Beispiele einer Batch-Nummer: M945981, M945982, C945991, C945992.  
Der Inhalt lässt sich dem Buchstaben entnehmen.
- M = Hochzeiten/Proklamationen
- C = Geburten/Taufen männlich und weiblich
- J = Geburten/Taufen nur männlich
- K = Geburten/Taufen nur weiblich

Die Nummern sind einem bestimmten Register in einem bestimmten Ort für einen bestimmten Zeitraum zugeordnet. 
Es gibt allerdings auch Batch-Nummern, die nur aus Ziffern bestehen. Diese Register enthalten dann Daten aus mehreren Orten.
Auf die Datenbank der HLT-Kirche kann über das Internet kostenlos zugegriffen werden:
Für eine sinnvolle Suchabfrage wäre allerdings eine Liste notwendig, welche die Batch-Nummern den Ortschaften zuordnet. Eine solche Liste wurde von der HLT-Kirche bisher nicht veröffentlicht. Es gibt manuell angefertigte unvollständige Listen im Internet. 